# Benareby
Benareby è un'area urbana della Svezia situata nel comune di Härryda, contea di Västra Götaland.
La popolazione rilevata nel censimento 2010 era di 384 abitanti .